# Tramlijn 12 (Haaglanden)
Tramlijn 12 van HTM is een tramlijn in de regio Haaglanden, in de Nederlandse provincie Zuid-Holland.

## Route en dienstregeling
De lijn verbindt de wijk Duindorp in stadsdeel Scheveningen via de wijken Bomen- en Bloemenbuurt, Valkenboskwartier, Regentessekwartier, Transvaalkwartier en de Schildersbuurt met het NS-station Hollands Spoor.
Tramlijn 12 rijdt op werkdagen overdag, 's avonds tot 21.00 uur, zaterdag en zondag iedere 15 minuten. 's Avonds na 21.00 uur en de vroege weekendochtend is de frequentie lager, met een minimum van eens per 20 minuten.

## Geschiedenis

### 1907-1909
- 1 juli 1907: Lijn 12 werd ingesteld op het traject Scheveningen Kurhaus – Overbosch. Het was een niet-geconcessioneerde lijn, die niet was opgenomen in het Tramplan-1904. De lijn had ook geen voorganger in een van de voormalige paardentramlijnen. De lijnkleuren waren rood/grijs.[1]
- 1 juli 1909: Het eindpunt Overbosch werd verplaatst naar het Louise de Colignyplein.
- 1 september 1909: Lijn 12 werd opgeheven.

### 1911-1944
- 1 mei 1911: De tweede lijn 12 werd ingesteld op het traject Regentesselaan/Laan van Meerdervoort – Stationsplein/Hollands Spoor. De lijnkleur was eerst wit|wit, maar vanaf 1925 grijs/grijs.[1]
- 9 maart 1922: Het eindpunt Hollands Spoor werd verlegd naar de Rijnstraat/Staatsspoor.
- 5 december 1922: Het eindpunt Regentesselaan/Laan van Meerdervoort werd verlegd naar het Valkenbosplein.
- 1 februari 1923: Het eindpunt Valkenbosplein werd verlegd naar de Goudenregenstraat/Segbroeklaan.
- 1 februari 1924: Het eindpunt Goudenregenstraat/Segbroeklaan werd verlegd naar de Nieboerweg/Dr. van Welylaan.
- 31 oktober 1928: Het trajectdeel Laan van Meerdervoort/Regentesselaan werd vervangen door het trajectdeel Edisonstraat/Beeklaan. Deze wijziging was onder meer ingegeven doordat de in 1927 nieuw ingestelde tramlijn 11 mede de omgeving van de Regentesselaan was gaan bedienen. De concurrentie met de voormalige stoomtramlijn van de HIJSM was daardoor niet meer relevant.
- 1 november 1932: Lijn 12 werd gesplitst in een zomer- en een winterlijn. Het eindpunt Nieboerweg/Dr. van Welylaan voor de winterlijn werd verlegd naar de Laan van Meerdervoort/Lijsterbesstraat. Het trajectdeel Laan van Meerdervoort/Goudenregenstraat - Nieboerweg/Dr. van Welylaan van de winterlijn werd overgenomen door tramlijn 3A.
- 8 juni 1935: Het eindpunt Nieboerweg/Dr. van Welylaan werd voor de zomerlijn verlegd naar de Duivelandsestraat/Pluvierstraat.
- 1 september 1941: De zomerlijn werd opgeheven wegens sluiting van het strand.
- 17 november 1944: De dienst op alle Haagse tramlijnen werd gestaakt vanwege energieschaarste.

### 1945-heden
- 11 juni 1945: De dienst van lijn 12 werd hervat met het traject Laan van Meerdervoort/Lijsterbesstraat – Rijnstraat/Staatsspoor.
- 22 juni 1947: Het eindpunt Laan van Meerdervoort/Lijsterbesstraat werd verlegd naar de Duivelandsestraat/Pluvierstraat.
- 21 december 1951: Het eindpunt Duivelandsestraat/Pluvierstraat werd verlegd naar het Markenseplein (aanduiding van dit eindpunt in 1966 gewijzigd in Duindorp).
- 6 juli 1969: Het trajectdeel Hobbemaplein - Van der Vennestraat - Vaillantlaan door de Schilderswijk werd verlegd via de vrije baan van lijn 11.
- 23 augustus 1977: Lijn 12 verdwijnt uit de Herman Costerstraat en rijdt voortaan net als lijn 11 door de Heemstraat en verder via de Delftselaan.
- 2 oktober 1983: Het eindpunt Rijnstraat/Centraal Station werd verlegd. Lijn 12 werd verlengd vanaf het Centraal Station over het traject van lijn 16, die op dezelfde dag werd opgeheven, naar de Loevesteinlaan/Cannenburglaan. De route werd daardoor Duindorp-Transvaal-station HS-Lekstraat-Centraal Station-Korte Voorhout-Spui-Rijswijkse weg-Laakweg/Laakkade-Laakkwartier-Moerwijk. Op het Rijswijkseplein kruiste lijn 12 zichzelf.
- 13 juli 1996: Het eindpunt Loevesteinlaan/Cannenburglaan werd verlegd naar het Centraal Station. Het vervallen traject werd overgenomen door de weer ingestelde lijn 16. De lijnen 12 en 16 gingen rijden als een gekoppelde lijn, waarbij bij het Centraal Station het lijnnummer van de tram veranderde.
- 10 maart 1998: Het eindpunt Centraal Station en het wisselpunt met lijn 16 werden verlegd naar het Hollands Spoor.
- 17 mei 1998: Het eindpunt Hollands Spoor en het wisselpunt met lijn 16 werden weer verlegd naar het Centraal Station.
- 14 december 2003: Het eindpunt Centraal Station werd verlegd naar het Hollands Spoor/Rijswijkseplein. De koppeling met lijn 16 werd opgeheven.
- 12 februari 2007: Het trajectdeel Goudenregenstraat – Fahrenheitstraat werd gedeeld met de op dezelfde datum in dienst gestelde RandstadRail 3. De vernieuwde halte Fahrenheitstraat had echter een middenperron gekregen dat door de GTL8-trams (met deuren aan slechts één zijde) niet gebruikt kon worden. Daarom had lijn 12 sindsdien een halte aan de andere kant van de bocht van/naar de Edisonstraat.
- 10 januari 2011: Lijn 12 reed gedurende een half jaar in verband met werkzaamheden op het Paul Krugerplein/in de Paul Krugerlaan een gewijzigde route via het traject Loosduinseweg/Monstersestraat.
- 16 juli/3 augustus 2011: Lijn 12 keerde weer terug op zijn eigen route.
- 28 april 2014: Lijn 12 reed tot 26 mei 2014 een omleiding in beide richtingen. Dit vanwege werkzaamheden op het Stationsplein, in de tramtunnel bij Station HS en op de Parallelweg. Lijn 12 reed na de halte Delftselaan naar halte Hobbemaplein van lijn 6 en via de halten Vaillantlaan, Om en Bij, Brouwersgracht, Gravenstraat, Centrum, Bierkade naar halte Station Hollands Spoor (de normale beginhalte richting Scheveningen/Duindorp) en dan via dezelfde route terug.
- 6 juni 2014: Lijn 12 werd tot en met 31 augustus 2014 tijdelijk opgeheven door werkzaamheden op de Valkenbosbrug. Tramlijn 20 en buslijn 82 vervingen een gedeelte van de route van lijn 12.
- 1 juli 2017: Lijn 12 reed tot 29 januari 2018 een omleiding in beide richtingen. Dit vanwege een herinrichting op het Stationsplein bij Station HS. Lijn 12 reed vanuit Duindorp na Jacob Catsstraat via HS/Leeghwaterplein, Goudriaankade, HS/Waldorpstraat, Rijswijkseplein, Weteringplein en CS/Schedelhoekshaven naar het eindpunt Kalvermarkt-Stadhuis. Vervolgens reed lijn 12 dezelfde route terug naar Duindorp. Oorspronkelijk duurde de omleiding tot 17 december 2017, maar door onverwachte, extra werkzaamheden aan de bovenleidingsmasten en de funderingen op het tramviaduct werd de einddatum uitgesteld tot 29 januari 2018. Tevens werd de haltenaam Hobbemaplein gewijzigd naar Haagse Markt voor lijn 12.
- 9 januari 2022: De halte Copernicusplein was eerst tijdelijk opgeheven. Vanaf 6 januari 2025 werd de halte weer in gebruik genomen.
- 8 juli 2023: De haltenaam Markenseplein werd gewijzigd naar Zuiderstrand. Daarnaast reed lijn 12 tot 4 augustus 2023 niet door werkzaamheden bij Goudenregenstraat/Laan van Meerdervoort. Er reed geen vervangende buslijn, de passagiers werden verwezen naar andere tram- en buslijnen.

## Toekomst
Naar verwachting in 2028 zullen de huidige GTL-trams op lijn 12 vervangen worden door een nieuwe stadstram, de Haagse TINA.Om een andere stadstram te kunnen laten rijden op deze lijn moet er een aantal delen van het traject vernieuwd en geschikt gemaakt worden. Deze tram is tussen 2,55 en 2,65 meter breed en op het huidige traject is dat niet mogelijk (de GTL-trams zijn slechts 2,35 meter breed). De trajecten en haltes tussen Markenseplein en Loosduinseweg (behalve bij Goudenregenstraat waar lijn 3 rijdt en Paul Krugerlaan (die behoort tot het project van lijn 6)) zullen nog worden vernieuwd. De werkzaamheden zullen plaatsvinden vanaf medio 2027. De overige trajecten van lijn 12 zijn inmiddels al geschikt.

## Voormalige toekomstplan
Lijn 12 was één van de mogelijkheden om het voormalige Norfolk-terrein te ontsluiten. Wegens diverse negatieve effecten zijn die varianten inmiddels afgewezen.

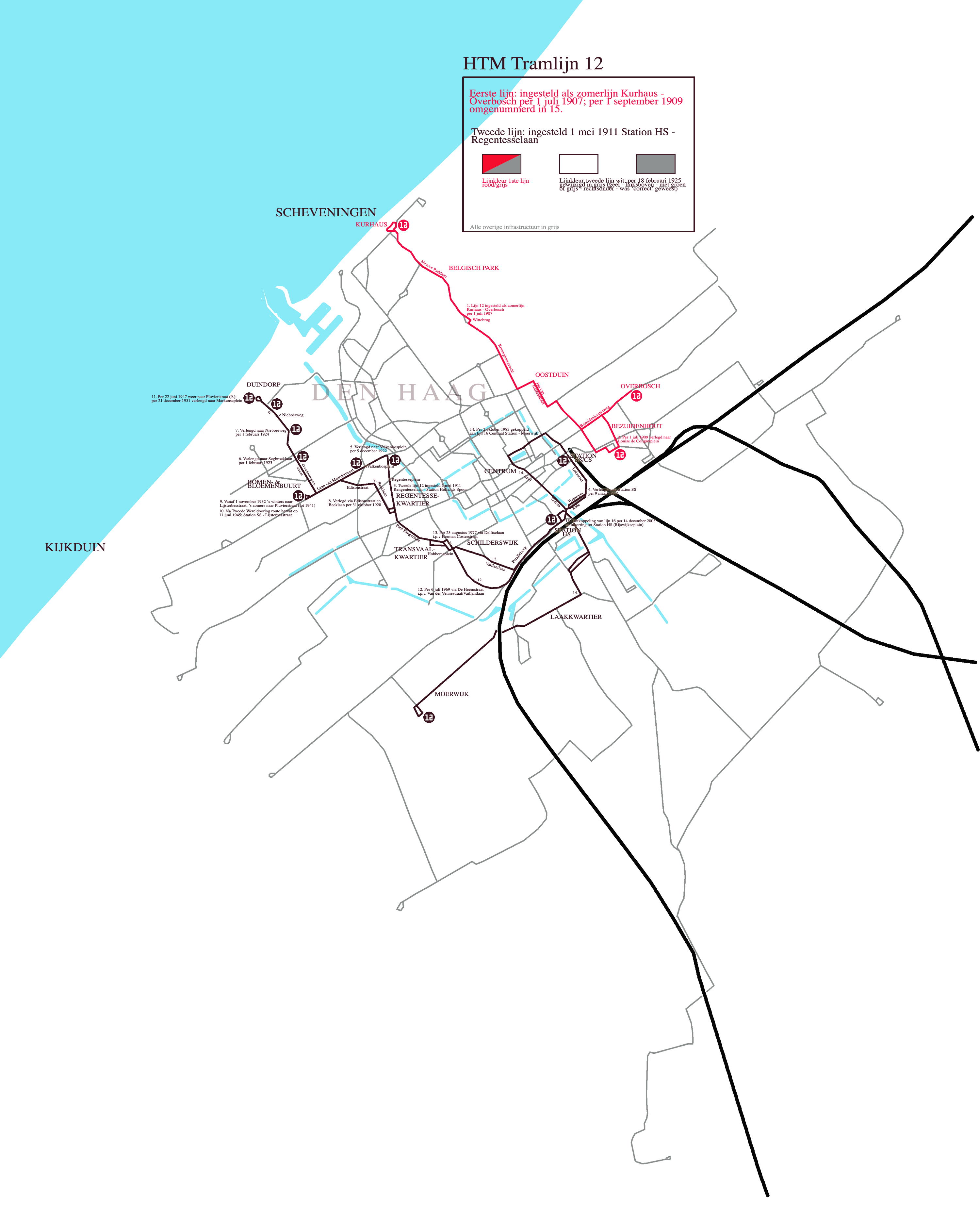
Routes van lijn 12 door de jaren heen; actueel tot 2011.
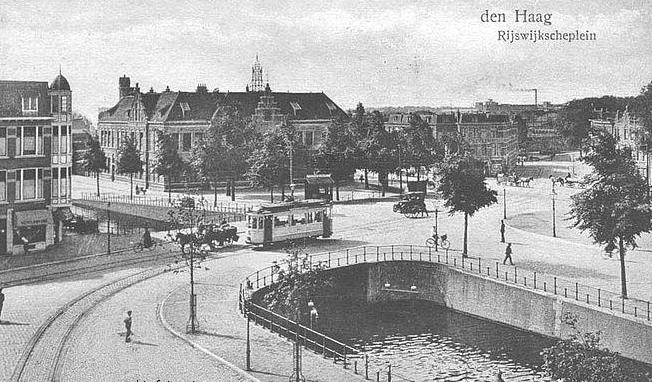
Een motorwagen uit de serie 21-150 (‘Fordje’) komt vanaf de Weteringkade en rijdt het Rijswijkseplein op. Gezien de datering 1923 is dit een wagen op lijn 12.
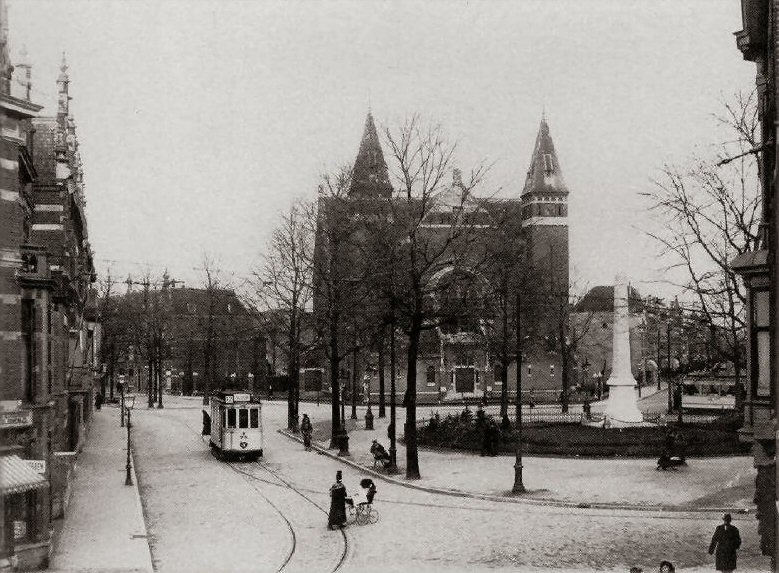
Een motorwagen uit de serie 21-150 (‘Fordje’) komt vanaf het noordelijk gedeelte van de Regentesselaan het gelijknamige plein oprijden. Gezien de kleur van het koersbord – wit – betreft het een motorwagen op lijn 12. Deze is op 1 mei 1911 ingesteld. (Het kan geen lijn 5 zijn want deze had het koersbord WIT/BLAUW)